# معلومات علوية
المعلومات العلوية (بالإنجليزية: Overhead information)‏ هي المعلومات الرقمية المنقولة عبر الواجهة البينية الوظيفية بين المستخدم ونظام الاتصالات، أو بين الوحدات الوظيفية داخل نظام الاتصال عن بعد، بغرض التوجيه أو التحكم في نقل معلومات المستخدم أو الكشف عن الأخطاء وإصلاحها.
المعلومات العلوية التي ينشئها المستخدم لا تُعتبر  معلومات علوية للنظام. كما أن المعلومات العلوية المتولدة ضمن نظام الاتصالات والتي لم يتم تسليمها للمستخدم هي معلومات علوية بالنسبة للنظام. وبالتالي، يتم تقليل معدل الإنتاجية للمستخدم بكل منهما في حين أنه يتم تقليل معدل الإنتاجية للنظام فقط من خلال المعلومات العلوية للنظام.